# Motorflyvning
I motorflyvning-konkurrencer gælder det om at beregne og gennemføre en flyveplan så fejlfrit som muligt.
Ruten skal følges nøjagtigt og gennemføres på en bestemt tid, og landing skal foretages præcist. Undervejs skal piloten finde bestemte mærke-punkter.

## Organisation
- I Danmark er sporten organiseret af Danmarks Motorflyver Union.

## Eksterne links
- Dansk Motorflyver Union – konkurrenceflyvning